# وسام ميشيل الشجاع
وسام ميشيل الشجاع ((بالرومانية: Ordinul Mihai Viteazul)‏) هو أعلى وسام عسكري في رومانيا، الذي وضعه الملك فرديناند الأول خلال المراحل الأولى من الحملة الرومانية في الحرب العالمية الأولى، ومنح مرة أخرى في الحرب العالمية الثانية. وقد تم تسمية الوسام، الذي يمكن منحه إما للفرد أو على وحدة كاملة، على شرف ميشيل الشجاع (ميهاي فيتيازول)، وهو أمير من الأفلاق في أواخر القرن السادس عشر، ترانسيلفانيا، ومولدافيا.

## روابط خارجية
- (بالإنجليزية) Order of Michael the Brave at worldwar2.ro
- (بالرومانية) History of the Order at the Romanian Presidency site
- (بالإنجليزية) Order of Michael the Brave and its recipients at tracesofwar.com